# Туризм на Кубі

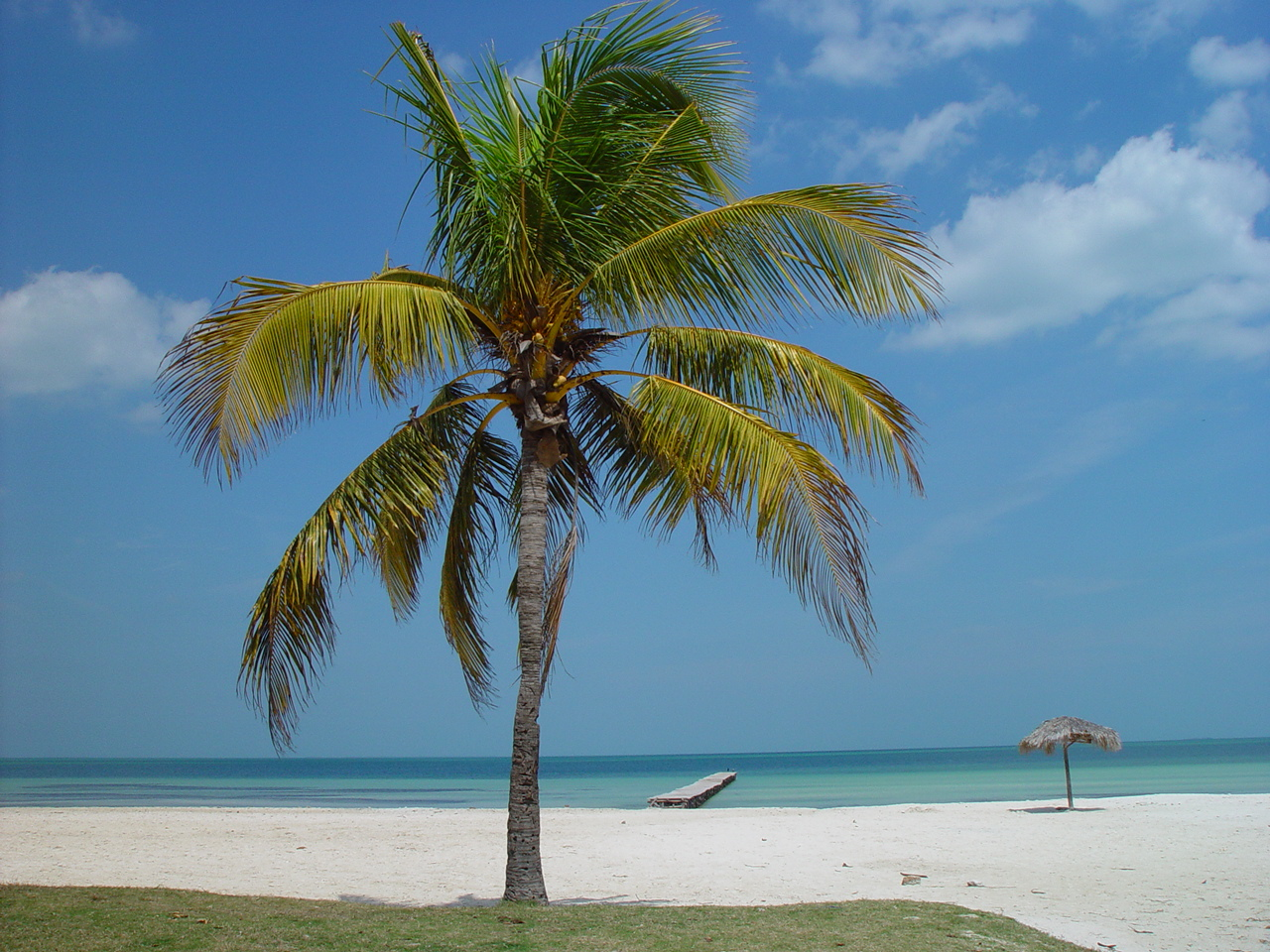
Типовий кубинський пляжний краєвид

Туризм на Кубі щорічно приваблює понад 2 мільйони людей, і є одним із основних джерел доходу для острівної держави. Серед чинників, що впливають популярність Куби як місця відпочинку — висока привабливість її природних та історико-культурних рекреаційних ресурсів.
Після Кубинської революції 1959 міждержавні відносини Куби і США значно погіршилися; з 1960 року Сполучені Штати заборонили своїм громадянам відвідувати «Острів Свободи» та встановили ембарго на торгівлю з Кубою.
З 1960 по 1991 роки значну економічну підтримку Кубі надавав Радянський Союз. Вільні кошти та ресурси були спрямовані на розвиток туристичної інфраструктури, яка допомогла залучити на острів необхідні інвестиції з інших країн. Все це призвело до того, що доходи від туристичної галузі перевищили традиційні експортні галузі Куби - виробництво цукру,рому,сигар,фруктів та рибальство.
Більшість туристів, які відвідують Кубу, приїжджають із Канади та країн Європи. Основна туристична інфраструктура (готелі, пляжі, ресторани і т.д.) зосереджена навколо Варадеро,Кайо-Коко,Ольгіна, а також у столиці держави - Гавані.

## Історія

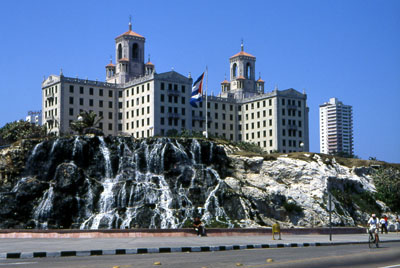
Готель Nacional de Cuba у гаванському районі Ведадо. Свого часу тут зупинялися Ернест Хемінгуей, Уїнстон Черчілль і Френк Сінатра

Куба приваблювала туристів з початку XX століття. У період між 1915 по 1930 рік, Гавана приймала туристів більше, ніж будь-яке інше місто Карибського басейну. Такий значний приплив відпочиваючих був пов'язаний з близькістю острова до США, де в той час діяв «сухий закон», а на Кубі можна було б провести дозвілля без подібних обмежень.
Проте Велика депресія 1930-х років та Друга світова війна знизили кількість тих, хто приїжджає на острів, а разом з ними і фінансові надходження в економіку країни. Лише у 1950-х роках Куба почала відновлювати свій туристичний потенціал. Американська організована злочинність скористалася цією можливістю і взяла під свій контроль більшу частину кубинської індустрії відпочинку та розваг. До середини 1950-х Гавана стала одним із основних ринків збуту наркотиків, а також перевалочною базою для торгівлі ними в США . У цьому кількість туристів щорічно зростала на 5—8%. Столиця Куби отримала неофіційне прізвисько "Латиноамериканський Лас-Вегас ".

### 1959—1991
Відразу після вступу на посаду новообраного президента Куби Мануеля Уррутіа в 1959 році було закрито майже всі казино, бари та інші розважальні заклади, розраховані на туристів та відпочиваючих, але й пов'язаних при цьому з мафією, наркотиками та проституцією.
21 квітня 1959 року уряд націоналізував приватні пляжі (відвідування яких для кубинців з цього часу стало безкоштовним) . У відповідь, у другій половині 1959 року уряд США почав «економічну війну» проти Куби - в односторонньому порядку були розірвані торгові угоди 1902 і 1934, були введені заборони на надання кредитів і позик, введені економічні санкції .
10 жовтня 1960 уряд США встановило повне ембарго на поставки Кубі будь-яких товарів (за винятком продуктів харчування і медикаментів) .
У січні 1961 року американці, які становили до 80% відпочиваючих, скоротили свої поїздки на острів, де до влади прийшов Фідель Кастро. А державний департамент США оголосив туризм на Кубі таким, що суперечить зовнішній політиці та національним інтересам США.
В умовах економічних санкцій з боку США значення туристичної галузі у 1960-х — 1980-х роках в економіці країни знизилося. 29 липня 1975 на 16-му консультативному засіданні Організація американських держав скасувала свої санкції проти Куби (введені в липні 1964 року під тиском США) .
Після перемоги на президентських виборах 3 листопада 1970 року в Чилі Сальвадор Альєнде відмовився від участі в торговельно-економічній блокаді Куби і почав розвивати з нею відносини, проте у вересні 1973 року за підтримки США в Чилі стався військовий переворот, під час якого Альєнде та низка його прихильників було вбито, а хунта генерала А.Піночета розірвала відносини з Кубою.
8 серпня 1978 року в Празі було підписано угоду про безвізові поїздки між ЧССР і Кубою (що набула чинності і почала діяти з 22 листопада 1978) .
Влітку 1979 року, після перемоги Сандіністичної революції в Нікарагуа, новий уряд країни також відмовився від участі в економічній блокаді Куби, відновив дипломатичні та торговельні відносини. Після цього на навчання на Кубу було відправлено кілька нікарагуанських студентів.
В 1980 Кубу відвідали понад 100 тисяч іноземних туристів , в 1982 році - понад 200 тис. іноземних туристів .
11 січня 1983 дипломатичні відносини з Кубою відновила Болівія і в 1983 Кубу відвідали вже понад 200 тис. іноземних туристів .
У січні 1983 року з метою розвитку внутрішнього туризму було створено організацію любителів туризму .
У листопаді 1984 року розпочала роботу авіалінія, що забезпечує доставку на Кубу туристів з ФРН.
У 1985 році доходи від іноземного туризму склали 87,3 млн. доларів США . В 1986 Кубу відвідали 240 тис. іноземних туристів , в 1987 році - 179,7 тис. іноземних туристів . В 1988 Кубу відвідали 193,2 тис. іноземних туристів, доходи склали 125 млн доларів США .

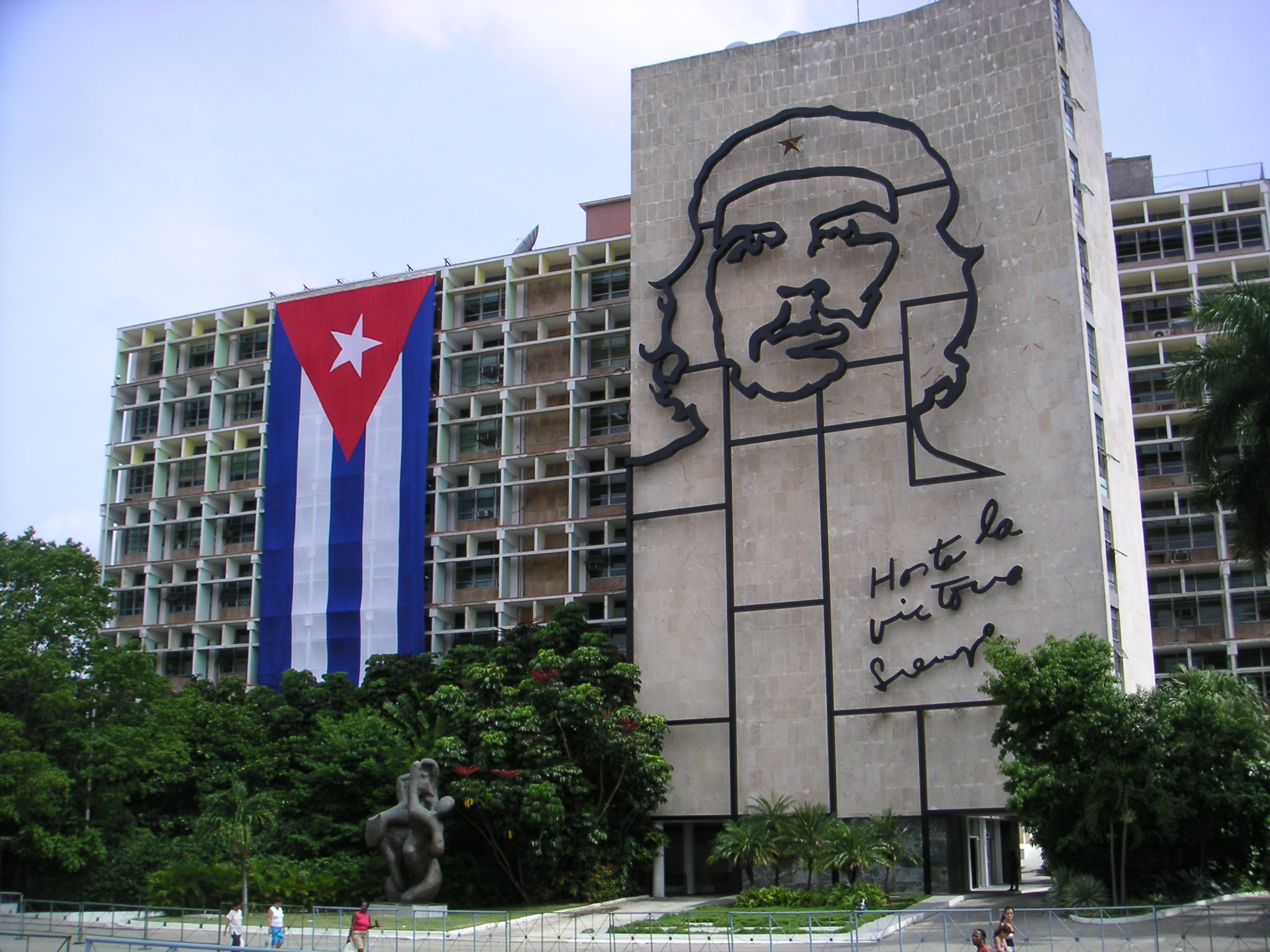
Скульптурна композиція Ернесто Че Гевари на тлі будівлі МВС на площі Революції

### Після 1991
Розпад СРСР і руйнування торговельно-економічних і технічних зв'язків призвели до погіршення стану економіки Куби в період після 1991 року. Урядом Куби було прийнято пакет антикризових реформ, запроваджено режим економії. Основою економіки на початку 1990-х знову стала цукрова промисловість. У цих умовах, у 1991 році було прийнято програму розвитку туризму, який вже до 1993 року став другою (після цукрової промисловості) галуззю економіки за обсягами надходжень до бюджету країни та основним джерелом іноземних інвестицій (у 1991—1993 рр. у туристичну галузь було вкладено 400 млн доларів із 500 млн загального обсягу іноземних інвестицій в економіку Куби в даний період) .
У червні 1992 року Куба стала членом міжнародної організації Caribbean Tourism Organization, що об'єднує країни Карибського моря .
Туристична інфраструктура почала знову орієнтуватися на задоволення попиту відпочивальників з Канади та Європи .
У 1994 році було створено Міністерство туризму, а уряд направив значні кошти на підтримку цієї галузі.
1995 року доходи від туризму перевищили прибуток цукрових заводів.
4 вересня 1997 року в чотирьох готелях Гавани (Hotel Capri, Hotel Nacional de Cuba, Melia Cohiba Hotel і Бодегіта дель медіо) через однакові проміжки часу спрацювали вибухові пристрої, в результаті був убитий один (приїхав на Кубу туристом італійський бізнесмен Фабіо чи Сельма) і поранено ще 11 людей. Після пошуку злочинця з собаками-шукачами, був затриманий терорист - громадянин Сальвадора Raul Ernesto Cruz Leon, який приїхав на острів під виглядом туриста з метою зірвати туристичний сезон .
У період між 1990 та 2000 pp. на розвиток рекреації було витрачено понад 3,5 млрд. доларів. Кількість номерів у готелях збільшилася з 12 до 35 тис., при цьому кубинські курорти прийняли близько 10 млн. осіб.
У 2000 році Кубу відвідали 1773986 іноземних громадян, доходи від туризму склали 1,7 млрд доларів США .
У січні 2006 року було підписано пакет документів про розвиток співпраці між Кубою та Іраном (у тому числі у сфері торгівлі та туризму) . У 2007 році уряд Куби виділив понад 185 млн доларів на реконструкцію 200 об'єктів туристичної інфраструктури - парків, готелів, яхт -і гольф -клубів; в рамках програми розвитку туризму на острові планується відкрити понад 30 готелів на 10 тисяч додаткових готельних номерів.
Епідемія "свинячого грипу", що почалася в березні 2009 року в Мексиці, стала причиною введення заборони на туристичні та інші поїздки з Куби до Мексики та з Мексики на Кубу, введеної урядом Куби у квітні 2009 року (після закінчення епідемії обмеження були скасовані).
У 2010 році США стала другою після Канади країною за кількістю туристів , цього року Кубу відвідали понад 350 тисяч громадян США. При цьому офіційна статистика показала прибуття лише 63 тис. осіб — щоб уникнути заборони, американці прибувають на Кубу через треті країни, найчастіше через Мексику та Канаду . При цьому, співробітники кубинської імміграційної служби не ставлять їм відповідні штампи в паспорті.
У 2012 році Кубу відвідало 2,7 млн іноземних туристів .
16 грудня 2015 року було підписано міжурядову угоду про короткострокові безвізові поїздки громадян Казахстану та Куби (з метою збільшення туристичних поїздок між країнами) . В 2015 Кубу відвідали 3,5 млн іноземних туристів .
2016 року країну відвідали 4,5 млн. туристів (рекордна кількість в історії острова), однак у 2017 році становище ускладнив ураган " Ірма " (який завдав шкоди туристичній інфраструктурі в кількох провінціях) .
22 травня 2018 року було укладено угоду про збільшення терміну безвізового режиму між Росією та Кубою з 30 до 90 днів . У 2018 році доходи від туризму становили 3,3 млрд. доларів США .
Епідемія COVID-19, що поширилася в березні 2020 року на Кубу, і введений в країні карантин ускладнили становище в галузі. Тільки на початку вересня 2020 року в країну на авіалайнері прибули перші 104 іноземні туристи з Канади, до 10 грудня 2020 року в країну прибуло понад 7000 іноземних туристів .
Сьогодні Куба приймає туристів з усього світу - з Канади (600 тис.),Німеччини (115 тис.),Великобританії (200 тис.),Іспанії (150 тис.), а також з Італії,Франції та Мексики . Також острів відвідують громадяни США, незважаючи на офіційну заборону свого уряду.

## Регіональні особливості розвитку туризму на Кубі
Незважаючи на невелику площу Куби (110 860 км2), у межах країни спостерігаються значні регіональні відмінності у рівнях розвитку туристичної інфраструктури та спеціалізації туризму. Умовно територію Куби можна поділити на чотири туристичних регіонів: Столичний, Західний, Центральний і Східний.
Столичний туристичний регіон охоплює лише одну провінцію Куби – Гавану. Цей регіон є найпопулярнішим серед туристів. Зокрема, у 2017 р. його відвідало 2,7 млн туристів. Столичний регіон спеціалізується на таких видах туризму, як культурно-історичний, подієвий, рекреаційний і лікувально-оздоровчий туризм.
Популярними курортами регіону є Плаяс дель Есте та Плайя Хібакоа. Плаяс дель Есте є чудовою альтернативою для туристів, які не можуть відвідати більш віддалені пляжі на території Куби. На цьому курорті розміщена велика кількість готелів за різними цінами. Плаяс дель Есте також популярний серед любителів нічних клубів.
Плайя Хібакоа знаходиться за 60 км від Гавани. Тут розташовані високоякісні готелі та ресторани. Цей курорт призначений для відпочинку з сім’єю. Хібакоа популярний також серед любителів дайвінгу. Історичне ядро цього регіону – Стара Гавана, яка розміщена навколо порту й Гаванської бухти. Вузьку протоку в гавань із двох боків «охороняють» стародавні фортеці Кастильо- дель-Морро, Кастильо-де-ла-Пунта й маяк, а західний берег – форти Ла-Кабанья (Сан-Карлос-де-ла- Кабанья) та Ла-Реаль-Фуерса, найстаріша фортифікаційна споруда в Америці, в якій нині розміщений Музей стародавньої зброї. Пасео-дель-Прадо вважається однією з найголовніших пам’яток архітектури старої Гавани й є одним із найулюбленіших місць відпочинку. На Прадо розташований будинок Національного Капітолію, побудований за зразком вашингтонського, зараз тут розміщені Академія наук Куби, Національна бібліотека науки і техніки та Краєзнавчий музей.
Також туристи відвідують численні музеї: Музей революції, Музей міста Гавани й меморіал «Гранма» на честь легендарної яхти, на якій кубинські революціонери на чолі з Фіделем Кастро висадилися на острів у 1956 р., Музей боротьби з неграмотністю, Колоніальний та Антропологічний музеї, Національний музей, будинок-музей Ернеста Хемінгуея в садибі «Віхія», Історичний музей Гуанабокоа та своєрідний «настінний музей» бару «Бодегіта-дель-Медіо», у якому зберігається безліч автографів відомих людей XX ст. Музей Рому, який відкрито у 2000 р., є одним із найпопулярніших музеїв на острові, який щорічно відвідують понад 100 тис. осіб. Тут туристи можуть познайомитися з процесом виробництва знаменитого кубинського рому «Havana Club».
У Столичному регіоні знаходяться високоякісні клініки, які пропонують різноманітні послуги для клієнтів. Популярними санаторіями Столичного регіону є Міжнародний центр здоров’я та SPA- центр «La Pradera», який пропонує комплексні програми для лікування стресу та різних захворювань, а також Дитячий лікувально-оздоровчий центр «Тарара», який пропонує комплексне оздоровлення для дітей.
У регіоні проводяться численні фестивалі, серед яких найвідомішим є міжнародний Фестиваль латиноамериканського кіно. Раз на два роки проводиться Гаванський Міжнародний джазовий фестиваль. У кінці лютого в столиці проводиться міжнародний Фестиваль кубинських сигар, а також проходять Міжнародний Гаванський фестиваль театру (раз у 2 роки, вересень) і Гаванський фестиваль сучасної музики, які користуються великою популярністю серед іноземних відвідувачів.
Західний туристичний регіон охоплює три провінції (Пінар-дель-Ріо, Артеміса та Маябеке) й спеціальну муніципію Ісла-де-ла-Хувентуд, яка займає острів Хувентуд (ісп. Isla de la Juventud – острів Молоді) й дрібні острови в архіпелазі Лос-Канарреос. Регіон спеціалізується на купально- пляжному, лікувально-оздоровчому, спортивному, екологічному туризмі. У 2017 р. регіон відвідало приблизно 400 тис. туристів.
Місцеві пляжі складно назвати повноцінними курортами, оскільки тут практично немає готелів і туристам доводиться селитися в околицях, кожен день добираючись до пляжу на автомобілі або мопеді. Найбільшої популярності набули декілька курортів. Кайо Хутіас (Cayo Jutias) – це курорт, на пляжі якого є тільки декілька кафе, невелику ділянку відведено під лежаки, вся інша територія – це дикий пляж із білим піском і кришталево чистою водою. Кайо Левіса (Cayo Levisa) – один із небагатьох курортів, ще не з’єднаних з основною частиною Куби дорогою. Дістатися сюди можна на човні з селища Пальма Рубія, в околицях якого туристи можуть і переночувати. На самому Кайо Левіса знаходиться тільки один готель, місця в якому, зазвичай, заброньовані на кілька місяців уперед. Кайо Марія Ла Горда (Cayo Maria la Gorda) – один із найбільш відокремлених пляжів на Кубі. Він знаходиться на території національного парку й оснащений лише одним готелем, потрапити до якого теж непросто.
У регіоні знаходиться Лікувальний курорт Сан-Дієго-де-лос-Баньос, який був заснований ще в ХІХ ст. й вважається найстарішим лікувальним курортом на Кубі. Ефективність лікування термальними джерелами була підтверджена такими відомими особистостями, як Александр фон Гумбольдт й особистим лікарем Наполеона – Франциско Антоммарчі. Лікувальний курорт Сан- Дієго-де-лос-Баньос розміщений усередині туристичного комплексу Лас Терразас у заповідній зоні Сьєрра Дель Росаріо. Західний регіон популярний серед любителів дайвінгу та скелелазіння. Головний центр скелелазіння на Кубі – це Долина Віньялес. У ній прокладено понад 200 маршрутів різної складності для туристів, які хочуть зайнятися скелелазінням. Дайвінг популярний на о. Хувентуд. Завдяки багатому видовому складу морських жителів все більше й більше туристів відвідують острів. Долина Віньялес – це велика система печер, цілющі джерела мінеральних вод, плантації кращого чорного тютюну, дивовижні пейзажі, все це посприяло тому, що з 1999 р. ця кубинська пам’ятка значиться в списку Культурної спадщини ЮНЕСКО. Долина характеризується великою кількістю ендемічних рослин і тварин. На початку XXI ст. альпінізм став особливо популярним тут.
Центральний туристичний регіон є найбільшим на Кубі. До його складу входить 6 провінцій (Матансас, Сьєнфуегос, Вілья-Клара, Санкті-Спіритус, Сьєго-де-Авіла, Камагуей) та численні острови. Регіон спеціалізується на купально-пляжному, лікувально-оздоровчому, культурно- історичному, спортивному, екологічному та гастрономічному туризмі. У 2017 р. Центральний регіон відвідало майже 1 млн осіб.
Основними курортами цього регіону є Варадеро (Varadero) – це піщана дуга на півострові Ікакос, яка водночас має статус і міста, й пляжу. Варадеро – найпопулярніший і найбільш густонаселений курорт на Кубі. Тут розвинена туристичної інфраструктура, а головною перевагою для туристів є наявність міжнародного аеропорту. Плайя Ларга (Playa Larga) – це маленьке селище, в якому практично немає готелів, а єдиним варіантом розміщення є приватний сектор. Інфраструктура розваг у Плайя Ларга тільки починає розвиватися, завдяки чому тут туристи можуть насолодитися гармонією з природою. Все це створює в Плайя Ларга неперевершену атмосферу. Плайя Анкон (Playa Ancon) – це щось середнє між курортом і міським пляжем: тут розміщено кілька готелів, але 90% туристів приїжджають сюди лише на кілька годин, щоб відпочити від духоти колоніального міста. Це не найцікавіший пляж на Кубі, але він зручний у плані розташування, завдяки чому користується попитом у відпочиваючих і прийнятними цінами на житло. Плайя Ранчо Луна (Playa Rancho Luna) – це невеликий курорт, в якому знаходиться лише кілька готелів і приватних будинків, а також головна визначна пам’ятка міста – дельфінарій.
Перлиною кліматотерапії вважається курорт Варадеро, який може похвалитися своїми блакитними пляжами, дельфінарієм і мережею дайвінг-центрів. Також він славиться своєю ефективністю в лікуванні шкіряних захворювань завдяки сучасним технологіям і препаратам. Лікувальний курорт Кайо-Санта-Марія – частина Біосферного заповідника ЮНЕСКО. Це прекрасне місце для водних видів спорту, заняття дайвінгом і риболовлі. Кайо-Санта-Марія вважається здебільшого дитячим оздоровчим курортом і пропонує лікування від важких захворювань, зокрема ракових пухлин, порушень слухового апарату тощо. Лікувальний курорт Кайо-Коко – природний заповідник Куби з багатою незайманою природою. На відміну від інших курортів Куби тільки тут туристи можуть помилуватися рожевими фламінго, а дивовижні коралові рифи протяжністю 400 км є прекрасним місцем для дайвінгу. На території лікувального курорту Кайо-Коко знаходиться найбільший 5-ти зірковий Центр таласотерапії. Тут пропонується обгортання в морські водорості, грязьові ванни тощо. Центр надає сервіс високого рівня та індивідуальні програми оздоровлення для кожного туриста.
Гуама – це індіанське село на Кубі, розміщене на території Національного парку Сапата, на правому березі озера Лагуна-дель-Тесоро. Вона є місцем проживання перших кубинських поселенців доколумбової епохи. На території індіанського села є готель,сувенірний магазин і гончарна майстерня. Відвідувачі можуть стати глядачами костюмованих шоу, місцеві жителі готові провести для гостей різні церемонії, серед яких: посвята в індіанці, спілкування з духами й весільні обряди. В Гуамі знаходиться Крокодилова ферма, яка також є популярною серед туристів. Відвідувачам демонструють ловлю хижаків, годування крокодилів, сміливці можуть сфотографуватися з невеликими рептиліями. У кафе можна спробувати страви з крокодилового м’яса. Також тут туристи можуть придбати аксесуари. Головний курортний регіон країни пропонує туристам цілий набір карибських розваг. Тут можна відвідати музеї рому та цукрової тростини, зайнятися купівлею сувенірів, записатися на майстер-клас із танців і послухати живу музику в ресторанах.
Східний регіон включає п’ять провінцій (Лас-Тунас, Ольгін, Гранма, Сантьяго-де-Куба та Гуантанамо). Регіон спеціалізується на купально-пляжному, лікувально-оздоровчому, культурно- історичному та екологічному туризмі. У 2017 р. Східний регіон відвідало понад 500 тис. туристів.
Пляжі в околицях Ольгіна вважаються другими за популярністю після Варадеро. Гуардалавака (Guardalavaca) – головний курорт регіону. Тут знаходиться найбільше готелів і ресторанів, однак навіть у високий сезон він не буде таким переповненим, як Варадеро. Плайя Есмеральда (Playa Esmeralda) – відокремлений пляж. Він відмінно підійде тим, хто хоче насолоджуватися тишею й спокоєм і при цьому не витрачати час на дорогу до пляжу. Плайя Пескеро (Playa Pesquero) – зовсім молодий курорт. Тут тільки починає розвиватися інфраструктура, будуються готелі й дитячі розважальні центри.
Сантьяго-де-Куба – культурна столиця країни. Тут було створено більшість музичних груп, які пізніше завойовують усю Америку, а вуличні музиканти грають на кожному кроці. У Сантьяго-де- Куба є кілька музеїв і фабрик із виробництва рому, колоніальна архітектура й просто неповторна атмосфера, за яку культурна столиця отримала назву «найбільш карибського міста на Кубі». Центральна площа Сантьяго – Парк Сеспедес – одна з найкрасивіших площ. Кафедральний собор, Будинок Дієго Веласкеса – конкістадора, засновника й першого губернатора міста, колишня ратуша оточують Парк Сеспедес величним кільцем. ЮНЕСКО оголосило фортецю Сан-Педро-де-ла-Рока- дель-Моро частиною світової культурної спадщини. Дуже сприятлива для екотуризму провінція Ольгін, яка розміщена у гористій місцевості на південному сході Куби. У місцевому Національному парку Ла Мензура мешкає понад 1000 різних видів тварин і птахів, багато з яких – ендеміки. Дуже популярні водоспади, найбільший водоспад острова Гуябо також розміщений у провінції Ольгін.
У регіоні функціонує велика кількість лікувальних курортів, серед яких найпопулярнішим є лікувальний курорт Сантьяго-де-Куба. Курорт був нагороджений «Золотим яблуком» за багату природу, неповторну архітектуру, а також за комфорт і затишок для кожного відвідувача. Тут розміщені 3-х і 4-х зіркові готелі, що пропонують своїм гостям насолодитися красою водоспадів, екзотичних рослин і тварин та видом на гірський ланцюг Сьєрра-Маестра. На території курорту знаходяться мінеральні джерела Ель Сальтон-Седрон. Вони сприяють лікуванню ревматизму, дихальних шляхів тощо. Курорт обладнаний новітніми технологіями. На території лікувального курорту Сантьяго-де-Куба знаходиться біосферний заповідник ЮНЕСКО – Баконао. Найвищі точки Куби (піки Туркино, Магдалена і Каракас) порадують любителів гірських сходжень.
Національний парк Алехандро-де-Гумбольдт (ісп. Parque Nacional Alejandro de Humboldt) розміщений на сході країни, названий у честь німецького дослідника Александера фон Гумбольдта. З 2001 р. парк занесений до списку Світової спадщини ЮНЕСКО за велику різноманітність висот, літології, геологічних форм та велике число ендемічних видів флори та фауни. В національному парку проводяться екскурсії для туристів, які можуть тут побачити всі найбільш значимі ландшафтні елементи й екосистеми цього регіону, починаючи від мангрових до рифових.
У 2018 р. Міністерство туризму Куби поставило за мету залучити понад 5 млн туристів до країни. Також Міністерство ухвалило рішення про низку заходів для залучення іноземних інвестицій у туристичну галузь для розбудови якісної туристичної інфраструктури у кожному туристичному регіоні Куби.

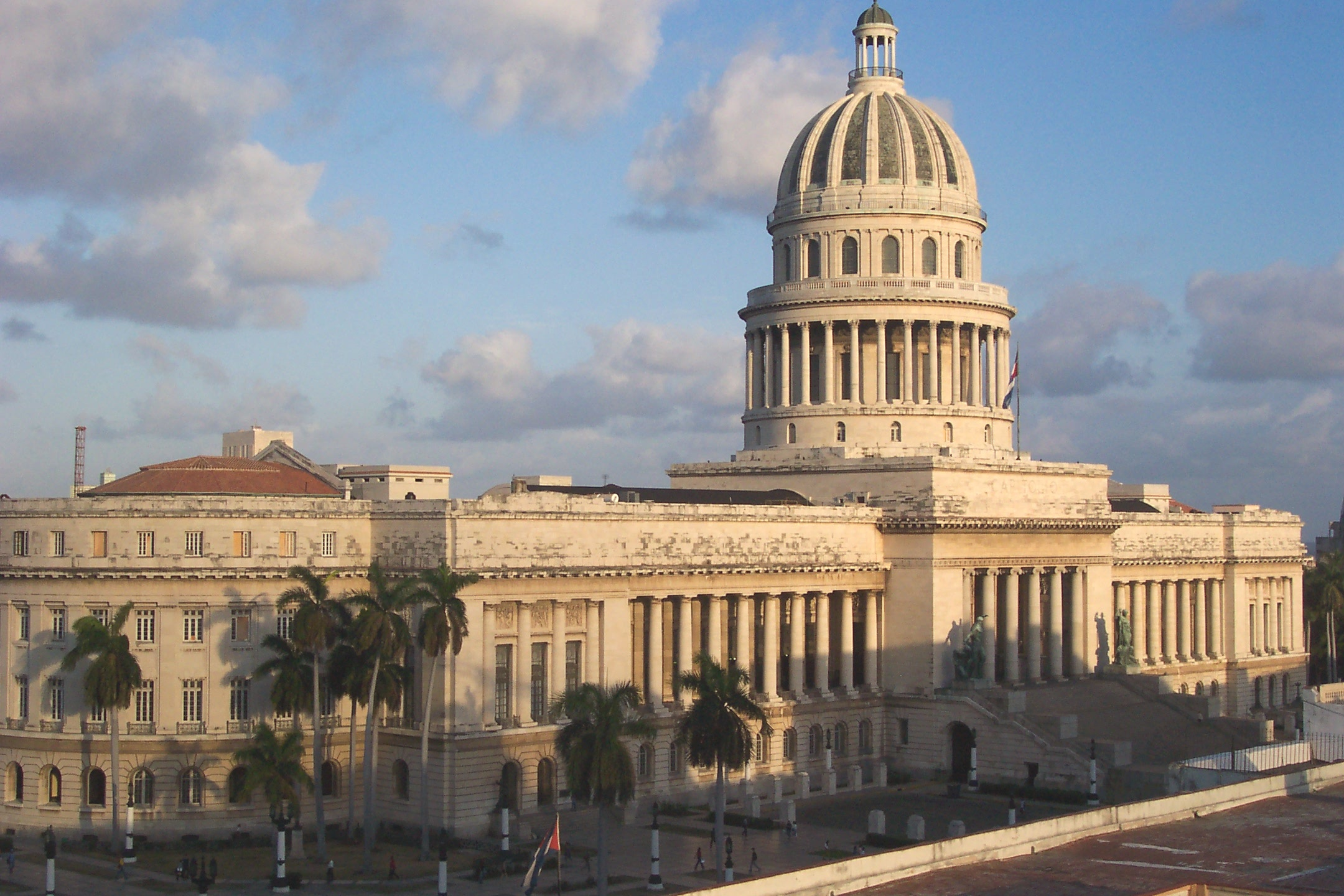
Капітолій у центрі Гавани

## Оздоровчий туризм
Крім традиційних видів рекреації та відпочинку, Куба розвиває напрямок оздоровчого туризму. За останні 20 років значно збільшилася кількість тих, хто приїжджає на острів з метою лікування та зміцнення здоров'я, а фінансові надходження від цієї сфери економіки зросло до 40 млн доларів на рік. Куба пропонує послуги з лікування неврологічних розладів (хвороби Альцгеймера та Паркінсона ), а також розвиває хірургію ока.

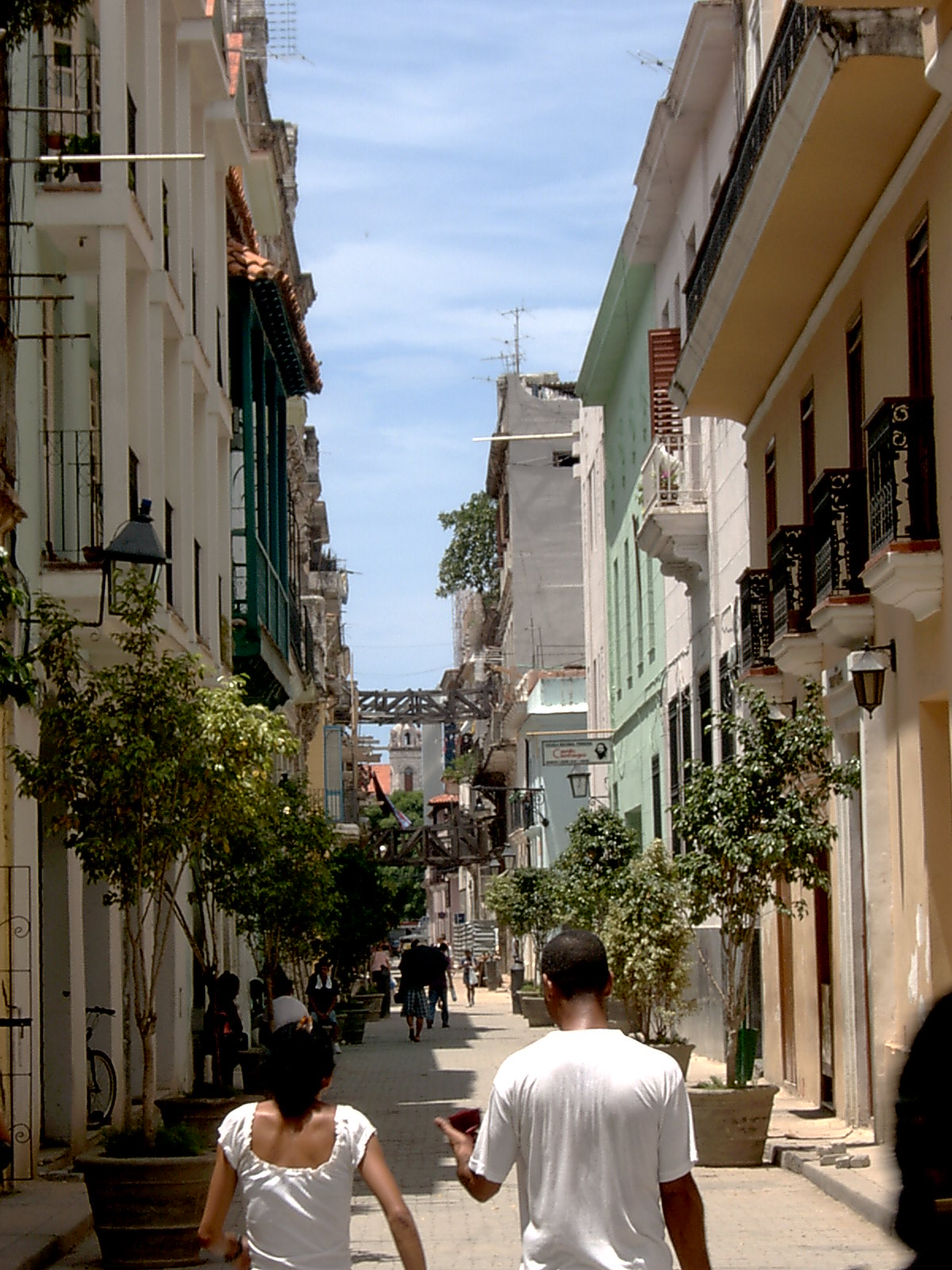
Одна з вуличок Старої Гавани

## Іноземні інвестиції
Кількість іноземних інвестицій у кубинську туристичну галузь неухильно зростає, що стало можливим після низки політичних рішень керівництва країни щодо допуску капіталу на Кубу. До кінця 1990-х років на острові працювало 25 спільних венчурних компаній за участю іноземного капіталу. Деякі реформи, що торкнулися планової економіки, державного втручання та кадрового питання, дозволили привнести в туризм частину капіталістичних методів управління.
1991 року Фідель Кастро заявив: «В умовах такої невеликої країни, як Куба… дуже важко розвиватися… спираючись лише на власні ресурси. Саме з цієї причини ми не маємо альтернативи, як співпрацювати з іноземними підприємствами, які можуть надати необхідні інвестиції, технології та ринки збуту».
Проте, керівництво Куби висловило впевненість у тому, що попри вплив «капіталістичної ідеології», соціалізм превалюватиме як у Кубі й у загальній «битві ідей».

## Туризм та навколишнє середовище
Кубинський уряд оголосив про гарантії захисту навколишнього середовища від негативного впливу туристичної індустрії. Відповідно до місцевих законів, нові туристичні об'єкти та супутня інфраструктура повинні зводитися з урахуванням мінімальної шкоди екологічному стану природи. У 1994 році було створено Міністерство науки, технології та навколишнього середовища (CITMA), а у 1997 році Національні збори ухвалили законопроект про охорону навколишнього середовища.
Також, для виконання природоохоронного законодавства прийнято низку постанов та резолюцій, що регулюють розвиток туристичної галузі. При цьому особливе значення має декрет-закон № 212 про управління прибережною зоною, що встановлює вимоги щодо будівництва на узбережжі. Рішення CITMA 77/99 вимагає від забудовників ретельної оцінки екологічних ризиків, а також оголошує необхідність ліцензування.

## Роль туризму у житті кубинців

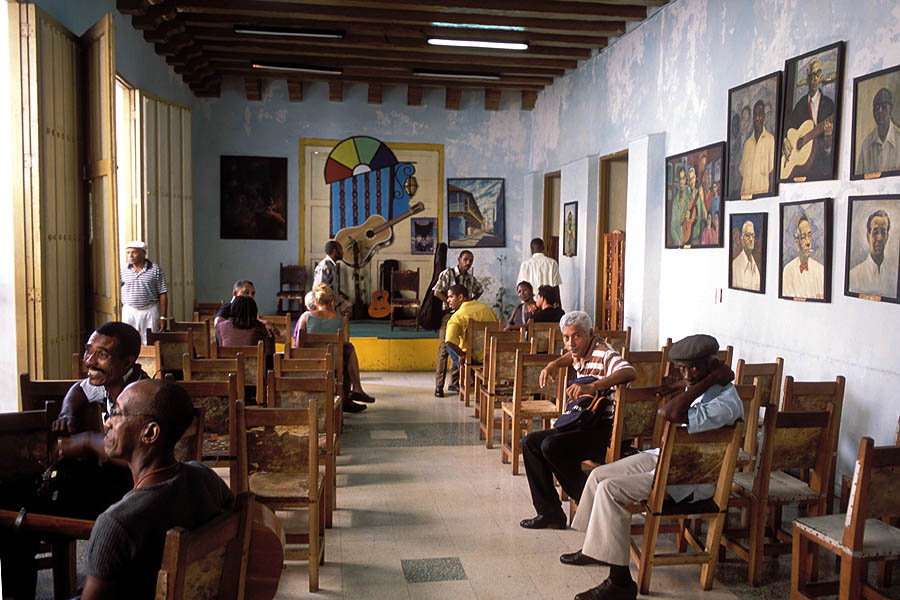
Музичне кафе у місті Сантьяго-де-Куба

На Кубі існує два «паралельні» товариства: частина жителів острова постійно контактує з іноземними туристами, і внаслідок чого їх фінансове благополуччя, порівняно з робітниками промислових та сільськогосподарських підприємств, набагато вище. Так, одними з найбільш затребуваних професій серед кубинців стали портьє, музиканти, офіціанти та водії таксі, які можуть розраховувати на чайові в доларах . Суми, які отримують кубинці, так чи інакше задіяні у туризмі, у десятки разів більші за офіційну зарплату від уряду.
Самі ж туристи, фактично відокремлені від мешканців Куби - готелі, пляжі та розважальні об'єкти знаходяться в невеликих анклавах, куди доступ простим кубинцям обмежений. До 1997 року контакти громадян країни з іноземними туристами де-факто були заборонені. Однак перед візитом Папи римського у 2015 році, а також під тиском міжнародних організацій із захисту прав людини, уряд дещо послабив свої заборони.
Обмежувальна політика проти кубинців була скасована в березні 2008 року, коли деякі готелі стали відкритими і для своїх громадян, а раніше заборонені зони, як Кайо-Коко, перестали бути такими.